# WordPerfect Office
WordPerfect Office est une suite bureautique développée par Corel.

## Composition
Elle se compose des logiciels suivants (2020) :
- WordPerfect (traitement de texte)
- Quattro Pro (en) (tableur)
- Presentations (logiciel de présentation) ensuite devenu Corel Presentations (en)
- WordPerfect Lightning (logiciel de prise de notes)
- Roxio Burning (logiciel de gravure de CD/DVD)

Dans l'édition professionnelle :
- Paradox (base de données)